# Wesley Bolin
Wesley Bolin (Butler, 1º luglio 1909 – Phoenix, 4 marzo 1978) è stato un politico statunitense.
È stato in carica per soli cinque mesi, dall'ottobre 1977 alla morte, avvenuta improvvisamente nel marzo 1978. Rappresentante del Partito Democratico, è stato Segretario di Stato dell'Arizona per circa ventotto anni, dal gennaio 1949 all'ottobre 1977.